# Грчки Кипрани
Кипарски Грци или грчки Кипрани (грч. Ελληνοκυπριοι, тур. Kıbrıs Rumları) су етничко грчко становништво Кипра и чине највећу етнолингвистичку заједницу на острву. Према попису из 2011. године, 659.115 испитаника навело је своју грчку етничку припадност, што чини скоро 99% од 667.398 грађана Кипра и преко 78% од укупно 840.407 становника области под контролом Републике Кипар. Ове бројке не укључују 29.321 грађанина Грчке који бораве на Кипру, етничке Грке који су евидентирани као држављани других земаља или становништво Северног Кипра под турском окупацијом.
Већина кипарских Грка су чланови Кипарске цркве, аутокефалне Грчке православне цркве у оквиру шире заједнице православног хришћанства. Што се тиче Устава Кипра из 1960. године, термин такође укључује Мароните, Јермене и католике Латинске цркве („Латини“), који су добили могућност да буду укључени у грчку или турску заједницу и гласали су да се придруже првој због заједничке религије.

## Историја
Кипар је био део микенске цивилизације са локалном производњом микенских ваза које датирају из касног хеладског периода (1400–1050. п. н. е.). Количина ове грнчарије закључује да је на острву било бројних микенских досељеника, ако не и насеља. Археолошки докази показују да је насељавање Грка почело несистематски око 1400. године пре нове ере, затим стално са одређеним насељима основаним око 1200 године пре нове ере. Блиска веза између аркадијског дијалекта и оних у Памфилији и Кипру указује на то да је сеоба дошла из Ахаје. Ахајско племе је можда било изворно становништво Пелопонеза, Памфилије и Кипра, које је живело у овом последњем пре инвазије Доријана, а не накнадна имигрантска група. Ахајци су се населили међу старо становништво, и основали Саламину. Еп Киприја, који датира из 7. века пре нове ере, можда је настао на Кипру.
Византијска ера је дубоко обликовала културу кипарских Грка. Грчко православно хришћанско наслеђе које је дато кипарским Грцима у овом периоду одржаће се током наредних векова стране доминације. Пошто Кипар никада није био крајњи циљ било које спољне амбиције, већ је једноставно потпао под доминацију било које силе која је била доминантна у источном Медитерану, уништавање његове цивилизације никада није било војни циљ или неопходност. Кипрани су издржали опресивну власт прво Лизињанаца, а затим и Млечана од 1190-их до 1570. Краљ Амаури, који је наследио свог брата Ги де Лизињана 1194, био је посебно нетолерантан према православној цркви. Земља кипарских Грка присвојена је за латинске цркве након што су основане у већим градовима на острву. Поред тога, убирање пореза је такође било део тешког репресивног односа окупатора према мештанима острва, јер су га сада спроводиле саме латинске цркве.
Османско освајање Кипра 1571. заменило је млетачку власт. Упркос инхерентном угњетавању страног потчињавања, период османске владавине (1570–1878) имао је мали утицај на културу кипарских Грка. Османлије су тежиле да управљају својим мултикултуралним царством уз помоћ својих поданичких милета, или верских заједница. Милет систем је омогућио опстанак заједници кипарских Грка, којим је у име Константинопоља управљао архиепископ кипарске цркве. Кипарски Грци су сада могли да преузму контролу над земљом на којој су радили вековима. Иако је верски толерантна, османска власт је генерално била оштра и неефикасна. Патријарх који је служио османском султану деловао је као етнарх, или вођа грчке нације, и стекао је световна овлашћења као резултат постепеног нефункционисања османске владавине, на пример у пресуђивању правде и прикупљању пореза. Турски досељеници су патили заједно са својим суседима кипарским Грцима, а ове две групе су заједно претрпеле векове опресивне владавине из Константинопоља. Мањина кипарских Грка прешла је на ислам током овог периода, а историчари их понекад називају „неомуслиманима“.
Политички, концепт енозиса (покрет различитих грчких заједница које живе ван Грчке за инкорпорацију региона које насељавају у грчку државу) – постао је важан за писмене кипарске Грке након што је Грчка прогласила независност од Османског царства 1821. Постепено се формирао покрет за остварење енозиса, у којем је Кипарска црква играла доминантну улогу током спора око Кипра. Током периода британске колонијалне владавине (1878–1960), успостављена је ефикасна колонијална управа, али су влада и образовање управљани по етничким линијама, наглашавајући разлике. На пример, образовни систем је био организован са два одбора за образовање, једним грчким и једним турским, који су контролисали Атина и Истанбул. Резултирајући грчко-турски образовни системи наглашавали су језичке, верске, културне и етничке разлике и умањиле традиционалне везе између две кипарске заједнице. Две групе су охрабрене да себе виде као продужетке својих матичних земаља, што је довело до развоја две различите националности са антагонистичком лојалношћу.
Значај религије у заједници кипарских Грка је појачан када је архиепископ кипарске цркве Макариос III изабран за првог председника Републике Кипар 1960. Током наредних деценију и по, енозис је било кључно питање за кипарских Грка, и кључни узрок догађаја који су довели до државног удара 1974. године, који је подстакао турску инвазију и окупацију северног дела острва. Кипар је и данас подељен, са две заједнице скоро потпуно одвојене. Многи од оних који су изгубили своје домове, земљу и имање током турске инвазије, емигрирали су углавном у Велику Британију, САД, Аустралију, Јужну Африку и Европу, иако је већина напустила Кипар пре 1974. Данас се процењује да 335.000 емиграната кипарских Грка живи у Великој Британији. Већина кипарских Грка у Великој Британији тренутно живи у Енглеској; процењује се да их има око 3.000 у Велсу и 1.000 у Шкотској. До раних 1990-их, друштво кипарских Грка уживало је висок животни стандард. Економска модернизација створила је флексибилније и отвореније друштво и навела кипарске Грке да деле бриге и наде других секуларизованих западноевропских друштава. Република Кипар се придружила Европској унији 2004. године, званично представљајући цело острво, али је за сада суспендована на северном Кипру коју су окупирали Турци.

## Друштво
Према кипарском попису из 2011. године, Грка на Кипру има 659.115. У Грчкој постоји значајна заједница Кипрана и људи кипарског порекла. У Атини, заједница кипарских Грка броји око 55.000 људи. Постоји и велика дијаспора кипарских Грка, посебно у Уједињеном Краљевству.
Кипарска кухиња, као и друга грчка кухиња, препознатљива је зачинима и биљем који су постали уобичајени као резултат екстензивних трговинских веза унутар Османског царства. Имена многих јела одражавала су изворе састојака из многих земаља. Кафићи су се рашириле широм острва у свим већим градовима и безбројним селима.
Свакодневни језик кипарских Грка је кипарски грчки, дијалект модерног грчког. Дели одређене карактеристике са говором на Криту, Додеканезу и Хиосу. Кипарски Грци су углавном образовани на стандардном модерном грчком, иако имају тенденцију да га говоре са акцентом и чувају граматику кипарског грчког.

### Генетика
Студија из 2017. открила је да Кипрани припадају широком и хомогеном генетском домену, заједно са становништвом Егејских острва (укључујући Крит), Сицилије и јужне Италије, док континентални део Грчке, укључујући Пелопонез, изгледа као мало диференциран, тако што се групише са другим јужнобалканским становништвом Албаније и Косова. Студија назива овај посебан генетски домен, „медитерански генетски континуум“.
Студија из 2017. открила је да патрилинеарно порекло и кипарских Грка и кипарских Турака потиче првенствено из једног локалног генског фонда пре Османлија. Учесталост укупних хаплотипова које деле[а] кипарски Грци и кипарски Турци је 7-8%, при чему анализа показује да ниједан од њих није пронађен у Турској, што не подржава турско порекло за заједничке хаплотипове. Нису примећени заједнички хаплотипови између кипарских Грка и становништва копнених Турака, док је укупни хаплотипови подељен између кипарских Турака и копнених Турака износио 3%. Обе кипарске групе показују блиску генетску сродност са калабријским (јужна Италија) и либанским патрилинијама. У студији се наводи да се генетски афинитет између Калабријаца и Кипрана може објаснити као резултат заједничког старогрчког (ахајског) генетског доприноса, док се афинитет Либана може објаснити кроз неколико миграција које су се одвијале са приморског Леванта на Кипар из неолита, гвозденог доба (Феничани) и средњег века (Маронити и други досељеници Леванта током франачке ере). Међутим, аутори примећују да су калабријски узорци коришћени у анализи били релативно мали (н = 30 упоредних података, н = 74 референтне базе података о хаплотиповима Y хромозома) и стога ове резултате треба тумачити с опрезом. Штавише, од грчке подпопулације, утврђено је да су критски Грци најближи Кипранима. У погледу парних генетских разлика, које указују на дубље заједничко очево порекло од заједничких хаплотипова, Грци изгледају генетски блиски Кипранима и једнако удаљени од кипарских Грка и Турака. И кипарски Грци и кипарски Турци имају сличне фреквенције за своје главне патрилинеарне хаплогрупе, са главним субкладама за обе Ј2а-М410 (23,8% и 20,3%), Е-М78 (12,8% и 13,9% ) и Г2-П287 (12,5% и 13,7% ). Највећа карактеристика диференцијације између кипарских Грка и копнених Грка је ниска учесталост хаплогрупа И, Р1а и Р1б међу првима, док је највећа разлика између кипарских Грка и становника Блиског истока много нижа учесталост хаплогрупе Ј1 међу првима. Кипарски Грци се такође разликују од кипарских Турака у неким аспектима; Наиме, кипарски Турци имају 5,6% источно-евроазијског (вероватно централноазијског/турског) и 2,1% северноафричког патрилинеарног порекла, док кипарски Грци имају 0,6% источноевроазијског и нема северноафричког патрилинеалног порекла. Археогенетичка студија из 2017. закључила је да су и микенски Грци и Минојци били генетски блиско повезани, и да су оба блиско повезана, али не и идентична, са модерним грчким популацијама. Фиксацијски индекс (мера диференцијације популације услед генетске структуре) између узоркованих популација из бронзаног доба и данашњих Западних Евроазијаца је процењен, наводећи да се Микенци најмање разликују од популација Грчке, Кипра, Албаније и Италије.

## Познати грчки Кипрани
- Епифаније Кипарски
- Теодора
- Јован V Милостиви
- Кет Стивенс
- Ана Виси
- Џорџ Мајкл